# ¿Conoces a Tomás? (película)
¿Conoces a Tomás? es una película de comedia dramática mexicana de 2019, escrita y dirigida por María Torres. Está basado en la vida del hermano de la directora, quien padece de autismo.

## Argumento
La historia nos presenta a Tomás, un adolescente autista gustoso por la música norteña y el acordeón. Tiene una hermana, Fernanda, quien por motivos laborales deberá dejar a su novio, Leonardo, al cuidado de Tomás. Leonardo, tiene la oportunidad de su vida en la música  por lo que decide llevar a su cuñado, iniciando así una serie de eventos que pondrán a todos en una mezcladora de aprendizajes.

## Reparto
- Hoze Meléndez - Tomás
- Leonardo Ortizgris - Leonardo
- Marcela Guirado - Fernanda
- Alan Estrada - Christopher
- Pamela Almanza - Yovanna
- María Evoli - Roxanna
- Martha Claudia Moreno - Doña Rosa
- Juan Pablo Medina - Don T.
- Úrsula Pruneda - Pati
- Eligio Meléndez - Reparador[4]